# Sport- und Bewegungstherapie
Sport- und Bewegungstherapie nutzt den Prozess der Körperbewegung, um das allgemeine Wohlbefinden zu stärken oder zu verbessern. In diesem Sinne dienen sport- und bewegungstherapeutische Maßnahmen der Erhaltung oder Wiederherstellung von Gesundheit oder unterstützen die Regeneration während oder nach einer Erkrankung. Der gezielte Einsatz erfolgt in der Medizin, in der Psychotherapie, in der Pädagogik, in der Rehabilitation, in der Geriatrie, in der Familienbildung oder individuell im Rahmen der persönlichen Lebensgestaltung.

## Begriffliche Abgrenzung
Sowohl die synonym aufgeführten Begriffe als auch die Bezeichnungen benachbarter Bereiche werden uneinheitlich verwendet. Inhaltliche und methodische Überschneidungen und damit auch Probleme der begrifflichen Abgrenzung zeigen sich in Praxis und Theorie durchgängig.
- Behindertensport
- Bewegungstherapie
- Freizeitsport
- Gesundheitssport
- Körpertherapie
- Motopädie
- Physiotherapie
- Rehabilitationssport
- Reittherapie
- Sporttherapie

## Historische Aspekte
Die Ursprünge der Sport- und Bewegungstherapie reichen bis ins 19. Jahrhundert zurück.
Als alternativmedizinisches Verfahren gilt die 1921 erstmals öffentlich gemachte anthroposophische Heileurythmie.

## Grundlagen
Sport- und bewegungstherapeutische Maßnahmen streben die Aktivierung möglichst vieler Muskelgruppen pro Zeiteinheit der Maßnahme bei moderater Belastung der Gelenke und des Herz-Kreislauf-Systems an. Im Zentrum stehen die Förderung von Ausdauer und Beweglichkeit durch dynamisch-rhythmische Bewegungseinheiten vorrangig im aeroben oder aerob-anaeroben Bereich, also bei normaler bis [leicht] erhöhter Belastungsintensität. Besonders geeignet scheinen bei angepasstem Training Sportarten wie Walken, Nordic Walking, Joggen, Schwimmen oder Fahrradfahren sowie Gymnastik oder Tanzelemente zu sein.
Bezüglich des Einsatzes von Sport- und Bewegungstherapie in der verordneten Rehabilitation sollten im Sinne der Partizipation des Patienten aber auch dessen Vorlieben berücksichtigt werden. Das Belastungsniveau orientiert sich dabei an den Bedingungen der Zielgruppe einer Maßnahme.
Ein weiteres Merkmal der Bewegungstherapie ist die Prozessorientierung im Gegensatz zur Ergebnisorientierung. Das heißt, es wird möglichst durch die Instruktionen des Trainers nicht ein zukünftig zu erreichender Leistungsstand in den Fokus genommen. Als Maß für das Wohlbefinden dient stattdessen die aktuelle Leistung. Dies bedeutet nicht, dass es keine Leistungssteigerung von Maßnahme zu Maßnahme geben kann. Über das Kennenlernen abwechslungsreicher Bewegungsabläufe erfahren die Mitglieder der jeweiligen Zielgruppe zudem, dass sie ihr eigenes Wohlbefinden mit einfachen Mitteln auch außerhalb der aktuellen Maßnahme aktiv selbst beeinflussen können.

## Therapeutischer Nutzen
Im menschlichen Organismus kommunizieren und wirken verschiedene Systeme in dynamisch-wechselseitiger Abhängigkeit: das psychische System, das Nervensystem und die Sinnesorgane, das Hormonsystem, das Immunsystem, Haut, Bewegungs- und Stützapparat, Herz-Kreislauf-System, Atmungssystem, Verdauungssystem, Harnsystem, Fortpflanzungssystem. Die kleinsten selbstständig lebensfähigen biologischen Einheiten in diesem Gefüge sind die unterschiedlichen Zellarten des Organismus.
Wohlbefinden und Unwohlsein, Gesundheit und Krankheit ergeben sich jeweils aus dem individuellen Ergebnis des Zusammenwirkens der Systeme und ihrer Zellen. Dabei befindet sich der einzelne Mensch immer auch in Auseinandersetzung mit den jeweiligen Umweltbedingungen. Die Frage nach dem therapeutischen Nutzen von Maßnahmen der Sport- und Bewegungstherapie muss daher immer unter Berücksichtigung dieses individuellen Wirkungsgefüges sowie des jeweils aktuellen Wissensstandes betrachtet werden. Generell kann bei angepasster Sport- und Bewegungstherapie von einer Stärkung des Immunsystems und damit von einer grundsätzlich präventiven Wirkung ausgegangen werden. Die Prozesse, über die dies geschieht, werden erforscht, es verbleiben aber weiter offene Fragen bzw. es stellen sich neue Fragen heraus.
Man kann hinsichtlich des therapeutischen Nutzens von Sport- und Bewegungstherapie zwischen allgemeinem und spezifischem Nutzen unterscheiden. Der erwartete allgemeine Nutzen von Sport- und Bewegungstherapie auf den menschlichen Organismus basiert auf drei miteinander verbundenen Grundannahmen. Körperlicher Aktivität wird erstens grundsätzlich eine verbessernde Wirkung auf das allgemeine Wohlbefinden zugesprochen. Zweitens geht man davon aus, dass sport- und bewegungstherapeutische Maßnahmen durch den Kontakt zu Mitmenschen oder durch Stärkung des Selbstbewusstseins positive Effekte erzielen können. Sport und Bewegung können drittens zu Entspannung und Stressabbau beitragen.
Konkrete Aussagen über den spezifischen Nutzen sind nur dort möglich, wo dieser auch untersucht wird. So kommen im Rahmen der Sport- und Bewegungstherapie auch traditionelle Verfahren zur Anwendung, deren Wirkung aber nicht evidenzbasiert nachgewiesen wird.
Sport- und bewegungstherapeutische Maßnahmen können sich positiv auf die Anzahl und den Zustand von Nervenzellen auswirken. Es gibt Hinweise darauf, dass Sport und Bewegung über biochemische Prozesse etwa zur Neuentstehung von Nervenzellen [Neurogenese] und zur verbesserten Zellvernetzung und -kommunikation [Neuroplastizität, Synaptogenese] beitragen können. Auch positive Effekte auf die Neubildung von Blutgefäßen [Angiogenese; besonders zu beachten: Formen der Angiogenese und Verwendung des Begriffes] bzw. auf den Blutfluss insgesamt werden diskutiert.
Entsprechend erfolgt der gezielte Einsatz sport- und bewegungstherapeutischer Maßnahmen bei Erkrankungen oder Risiken, in deren Rahmen beispielsweise das Absterben oder der Funktionsverlust von Zellen bzw. die gestörte Zellkommunikation, gestörte Stoffwechselprozesse oder eine Beeinträchtigung der Blutversorgung von besonderer Bedeutung sind: Schlaganfall, neurodegenerative Erkrankungen, verschiedene psychiatrische Erkrankungen, Stoffwechselerkrankungen, Wundheilungsprozesse, verschiedene Krebserkrankungen, Störungen des Blutkreislaufs. Entgegen früherer Überzeugungen bezüglich der körperlichen Schonung geht man gegenwärtig [2019] davon aus, dass mit Sport- und Bewegungstherapie in der Rehabilitation angepasst an das Krankheitsbild immer möglichst früh begonnen werden sollte.
Der Einsatz von Sport- und Bewegungstherapie erscheint beispielsweise auch bei der Behandlung vieler somatoformer Störungen im Rahmen multimodaler Therapien sinnvoll.
Steigende Bedeutung gewinnen sport- und bewegungstherapeutische Angebote bei der Behandlung von Krebserkrankungen.

## Qualifizierungswege in der Sport- und Bewegungstherapie
Es gibt vielfältige Qualifizierungswege, um Sport- und Bewegungstherapie anbieten zu können und zu dürfen. Teilweise gibt es Regelungen zur gegenseitigen Anerkennung.
- Lizenzsystem des Deutschen Olympischen Sportbundes: Insbesondere im Hinblick auf die spätere Arbeit im Verein oder Ähnliches läuft ein Großteil der Qualifizierungen über das Lizenzsystem des DOSB und seiner Mitgliedsorganisationen. Dieses Lizenzsystem sieht die kostenpflichtige Qualifizierung in mindestens zwei Stufen vor, erstens den Erwerb der Übungsleiter-C-Lizenz, im Anschluss daran den Erwerb der Übungsleiter-B-Lizenz. Im Rahmen der Übungsleiter-B-Lizenz werden verschiedene Spezialisierungszertifikate vergeben, z. B. die ÜL-B-Lizenz "Sport in der Prävention" oder die ÜL-B-Lizenz "Sport in der Reha".[18] Da es sich unter Berücksichtigung der Gemeinnützigkeit für die Absolventen um vergleichsweise kostengünstige Qualifizierungsmaßnahmen handelt, wird hier auch der Begriff "non-profit" verwendet.
- Hochschul- und Universitätsabschlüsse: In Deutschland bieten 15 Hochschulen Studiengänge im Bereich der Sport- und Bewegungstherapie an (Stand 2020). Die Bezeichnungen und Schwerpunkte sind unterschiedlich und reichen von Tanz- und Bewegungstherapie über Prävention- und Bewegungstherapie, Schwerpunkt Training und Gesundheit bis zu Sport, Erlebnis und Bewegung. Die Mehrzahl der Studiengänge werden als Vollzeitstudium angeboten, eine kleinere Zahl als Fernstudium oder Duales Studium. Es gibt sowohl Bachelor- als auch Masterstudiengänge.
- Fitnesslehrer und Heilpraktiker: Weitere Qualifikationsformen gibt es vor allem in der Fitnessbranche. Zudem finden sich zahlreiche privatwirtschaftliche For-Profit-Anbieter mit unterschiedlichen Schwerpunkten beispielsweise auf dem Feld der Heilpraktiker-Weiterbildungen.
- Informelle Qualifizierung: Abseits der formellen Zertifizierung können das eigene Sporttreiben und das autodidaktische sich Aneignen des notwendigen Wissens auch auf informellem Wege zur Erlangung notwendiger und relevanter Kompetenzen führen. Der Zugang zum benötigten Fachwissen ist dabei durch die Digitalisierung vereinfacht bzw. teils erst ermöglicht worden.

## Einbindung von Sport- und Bewegungstherapie im Gesundheitssystem
Sport- und Bewegungstherapie kann ärztlich verordnet oder empfohlen werden. Dies kann zum einen während oder nach einer konkreten Erkrankung geschehen. In diesem Fall geschehen die Verordnung und die Kostenübernahme mit Blick auf die Inanspruchnahme einer "ergänzenden Leistung" im Sinne des § 64 Abs. 1 Nr. 3. und 4. SGB IX [Sozialgesetzbuch, Neuntes Buch, Rehabilitation und Teilhabe von Menschen mit Behinderung]. Die Maßnahmen verfolgen das Ziel, die Betroffenen auf Dauer [wieder] in das Arbeitsleben bzw. in die Gesellschaft einzugliedern. Leistungsträger dieser Maßnahmen können beispielsweise Krankenkassen sowie Renten- oder Unfallversicherungen sein, die dann die Kosten übernehmen. Anbieter der Maßnahmen müssen sicherstellen, dass nur entsprechend qualifizierte Personen die Maßnahmen durchführen. Einzelheiten regeln gegenwärtig [2020] die Rahmenvereinbarung über den Rehabilitationssport und das Funktionstraining von 2011, zugehörige oder ergänzende Dokumente sowie ggf. Leitlinien der Bundesländer. Ohne Vorliegen einer konkreten Erkrankung kann von ärztlicher Seite Sport- und Bewegungstherapie über das Rezept für Bewegung empfohlen werden. Diese Vorgehensweise bezieht sich auf eine gemeinsame Initiative des Deutschen Olympischen Sportbundes, der Deutschen Gesellschaft für Sportmedizin und Prävention und der Bundesärztekammer aus dem Jahr 2011. Das Rezept für Bewegung bedeutet jedoch nicht die Kostenübernahme durch die Krankenkasse, es besteht zunächst keine Abrechnungsmöglichkeit. Mit dem Gesetz zur Stärkung der Gesundheitsförderung und Prävention [PrävG], das sich insbesondere auf § 20 SGB V [Sozialgesetzbuch, Fünftes Buch, Gesetzliche Krankenversicherung] bezieht, wird die vermehrte Kostenübernahme seitens der Krankenkassen bei Inanspruchnahme rein präventiver Maßnahmen der Sport- und Bewegungstherapie angestrebt.